# رجل بطيء (رواية)
رجل بطيء (بالإنجليزية: Slow Man)‏ هي رواية للكاتب الجنوب أفريقي الحائز على جائزة نوبل جي إم كوتزي، نشرت عام 2005، عن دار نشر سيكر آند واربرغ.

## روابط خارجية
- رجل بطيء (رواية) على موقع الموسوعة البريطانية (الإنجليزية)